# HD33035
HD33035 — хімічно пекулярна зоря спектрального класу B9, що має видиму зоряну величину в смузі V приблизно  8,7.
Вона  розташована на відстані близько 916,2 світлових років від Сонця.

## Пекулярний хімічний вміст
Зоряна атмосфера HD33035 має підвищений вміст 
Si
.